# Tom van Walle
Tom van Walle (ur. 7 sierpnia 1987 w Ekeren) – belgijski siatkarz, grający na pozycji przyjmującego, reprezentant Belgii. Obecnie występuje w drużynie Top Volley Precura Antwerpia. Jego bratem bliźniakiem jest Gert van Walle, który również jest siatkarzem.

## Siatkówka plażowa
Tom Van Walle miał swój pierwszy międzynarodowy występ w 2010 roku na turnieju w Lozannie oraz w Hadze, a jego partnerem był Dries Koekelkoren. Od 2011 do 2013 roku grał z Wardem Coucke. Na Mistrzostwach Europy w Kristiansand w pierwszej rundzie przegrali mecz przeciwko holenderskiej parze Robert Meeuwsen, Alexander Brouwer. Po ponad godzinie przegrali tie-breaka do 23. W 2013 roku wystąpił Belgii tylko na turniejach krajowych. W 2014 roku zdobył dwa turnieje krajowe ze swoim byłym partnerem Driesem Koekelkorenem.

## Sukcesy klubowe
Puchar Belgii:
- 2014[2]

Mistrzostwo Belgii:
- 2014[3]
- 2015